# Daniel Ellison
Daniel Ellison (ur. 14 lutego 1886 w Rosji, zm. 20 sierpnia 1960 w Baltimore, Maryland) – amerykański polityk, działacz Partii Republikańskiej. W latach 1943–1945 był przedstawicielem czwartego okręgu wyborczego w stanie Maryland w Izbie Reprezentantów Stanów Zjednoczonych.